# Dan Ťok

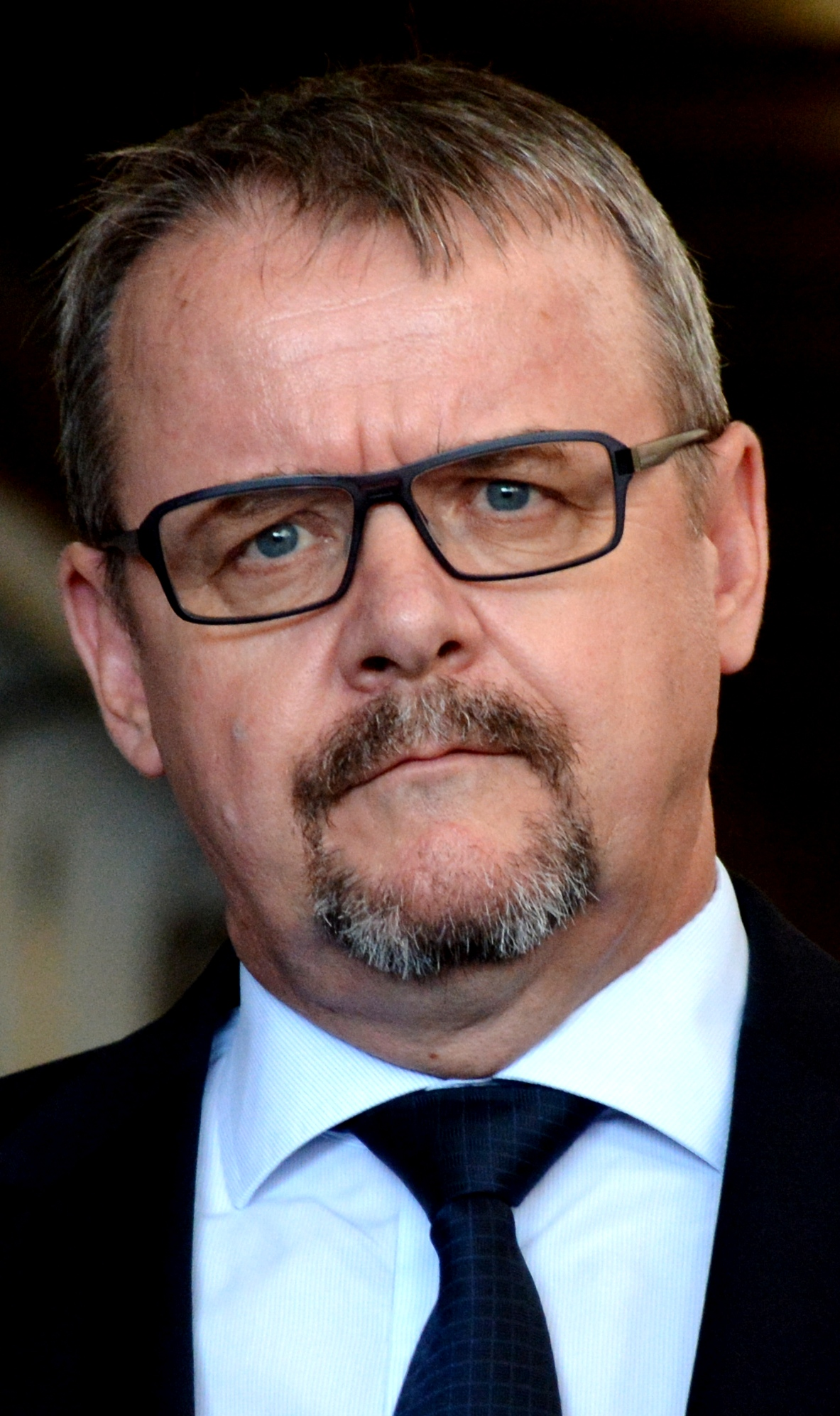
Dan Ťok (2015)

Dan Ťok (* 4. April 1959 in Uherské Hradiště) ist ein tschechischer Manager und Politiker. Von 2014 bis 2019 war er Verkehrsminister.
Ťok absolvierte die Technische Universität Brünn und begann in Brünn als Konstrukteur im Maschinenbauunternehmen První brněnská strojírna zu arbeiten, wo er ins Management aufstieg. Später war er unter anderem Generaldirektor der Unternehmen ABB, Alstom, KKCG und Skanska in Tschechien.
Nach dem Rücktritt des Verkehrsministers Antonín Prachař am 12. November 2014 nominierte die Partei ANO 2011 Ťok als Nachfolger, woraufhin dieser seine Tätigkeit bei Skanska beendete. Ťok wurde am 4. Dezember 2014 von Präsident Miloš Zeman als neuer Verkehrsminister der Regierung Bohuslav Sobotka angelobt. Dieses Amt behielt er in der ersten Kabinett Andrej Babiš, die am 13. Dezember 2017 vereidigt wurde, sowie in dessen zweitem Kabinett bis zum 30. April 2019.